# Henri Ferrari
Henri Ferrari (Frontignan, 23 settembre 1912 – Frontignan, 15 febbraio 1975) è stato un sollevatore francese.

## Biografia
Di origini italiane, da bambino mosse i primi passi nel sollevamento pesi sul bordo di una linea ferroviaria dismessa a Frontignan, giocando a sollevare gli assi dei vagoni con le ruote metalliche. In seguito intraprese il mestiere di parrucchiere nel salone del padre, dedicandosi allo sport per cercare di diventare una speranza del sollevamento pesi francese nel 1938.
Ma scoppia la guerra, e quando terminò aveva già 33 anni e non ebbe modo di prendere parte a nessuna competizione olimpica. Nel 1946 partecipò ai campionati mondiali ed europei di Parigi, dove conquistò due medaglie d'argento. Fu per nove volte campione francese e detenne tra il 1943 e il 1946 per cinque volte il record mondiale delle specialità singole (lo strappo e lo slancio) nei pesi medi e nei massimi-leggeri.
Mise in scena uno spettacolo in cui sua figlia Loulou è la ballerina, recitando con lei nel film Branquignol, diretto da Robert Dhéry nel 1949. Dopo il ritiro, intraprese la carriera di allenatore: tra i suoi allievi, ci fu anche Marc Vouillot.

## Record del mondo
Strappo

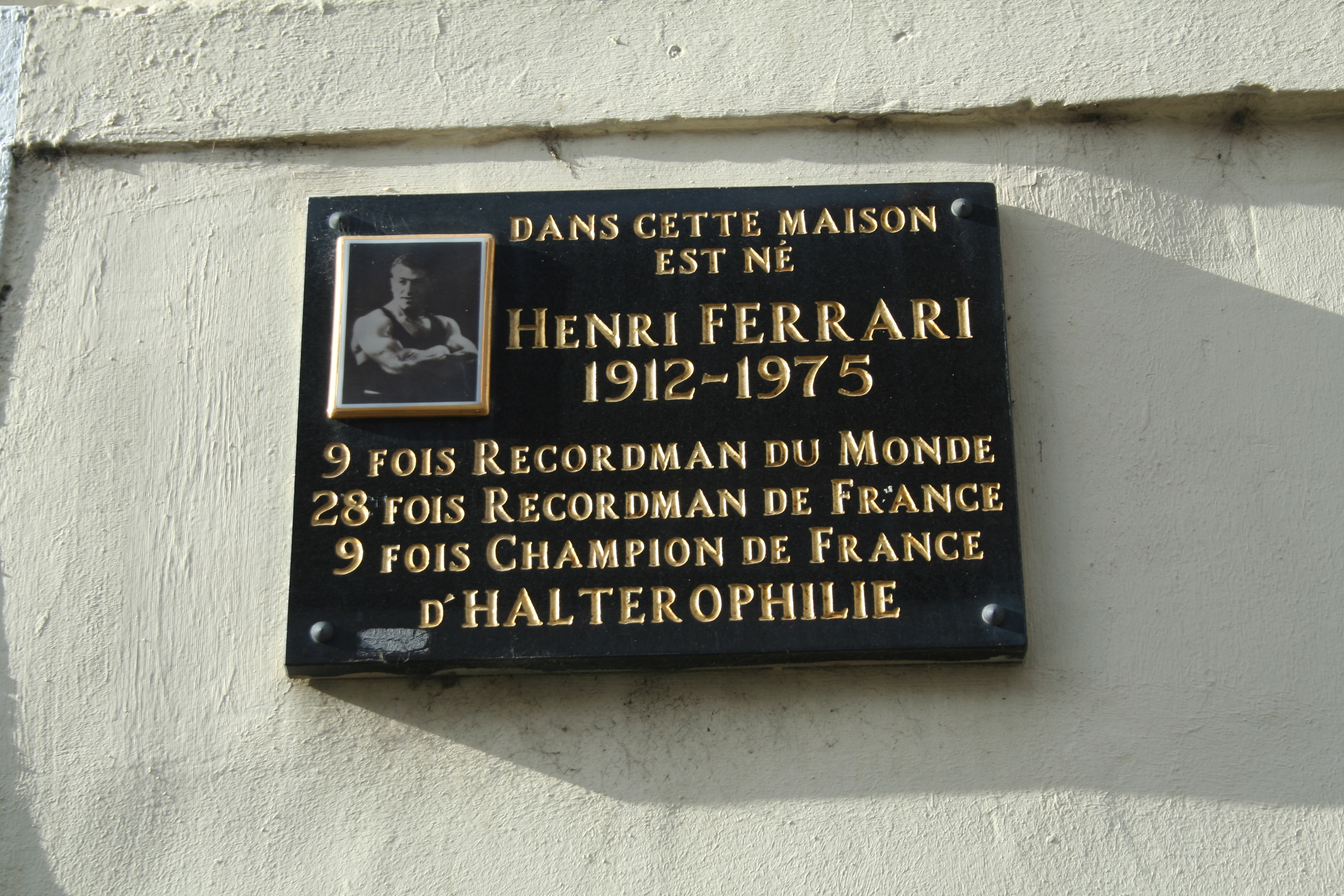
Targa commemorativa nella casa natale di Henri Ferrari

- 123 kg, 1943 a Parigi, nei pesi medi (75 kg).

Slancio
- 156,5 kg, 1945 a Parigi, nei pesi medi (75 kg);
- 159 kg, 1946 a Parigi, nei pesi medi (75 kg);
- 161 kg, 1945 a Parigi, nei pesi massimi leggeri (82,5 kg);
- 169 kg, 1945 a Parigi, nei pesi massimi leggeri (82,5 kg).